# Чедо Грбић
Чедо Грбић — Кедације (Рајић, код Новске, 8. април 1921 — Загреб, 4. децембар 1994) био је учесник Народноослободилачке борбе, друштвено-политички радник СР Хрватске и народни херој Југославије.

## Биографија
Рођен је 8. априла 1921. године у селу Рајић, код Новске. Основну школу завршио је у родном селу, гимназију у Новој Градишки, а 1939. године уписао се на Шумарски факултет у Загребу. Још 1937. године примљен је у Савез комунистичке омладине Југославије (СКОЈ). За време студија био је два пута ухапшен на краће време због политичке активности. Члан Комунистичке партије Југославије (КПЈ) постао је у мају 1941. године.
Непосредно уочи напада на Југославију, по наредби руководства КПЈ, отишао је из Загреба и вратио се у родно село, где је почео да ради на припремама за отпор окупатору. До одласка у партизане, највише се ангажовао као веза партијске организације у Окучанима и Новој Градишки. У родном селу формирао је јаку скојевску групу и припремао оружану акцију на општину Рајић, коју је извршила Псуњска партизанска група. То је била једна од првих оружаних акција против окупатора у Славонији.
Почетком новембра 1941, након успешног напада на пругу Београд–Загреб код села Лађевац, Грбић је отишао у партизане. Кратко време је био борац, затим политички делегат вода, па политички комесар чете и батаљона Псуњског одреда. Од многих акција у којима је учествовао током 1942. године, најзначајнија је била борба на Градини априла месеца, када је чета у којој је био Чедо Грбић успела одбити изненадни напад усташа. Са Другим батаљоном Псуњског одреда учествовао је крајем лета 1942. у борби за ликвидацију Шпановице, најјачег усташког упоришта у Славонији.
Формирањем Прве славонске бригаде, Чедо је постао политички комесар Другог батаљона, а фебруара 1943. политкомесар бригаде. Чедо је са бригадом учествовао, међу осталима, у борби за ослобођење Воћина, маршу бригаде у Хрватско загорје, ослобођењу Лепоглаве 13. јула 1943, те извлачењу бригаде из немачко-усташког обруча на Калнику.
Августа 1943, формиран је противчетнички батаљон састављен од бораца Срба, чланова КПЈ и СКОЈ-а. Чедо је постављен за политичког комесара батаљона. Задатак батаљона био је уништење групе четника, који су се из Босне пребацили у Славонију. Батаљон је убрзо војнички разбио ове четнике, окупљене око Окучана и Нове Градишке. Значајнија акција овог батаљона било је и ослобођење 40 логораша из логора Јасеновац. Средином јесени 1943. године, батаљон је расформиран.
Од краја 1943. до априла 1944. године, Чедо је био политкомесар 28. ударне дивизије, затим краће време секретар Обласног комитета СКОЈ-а за Славонију. Крајем 1944. године отишао је на рад у Одељење за заштиту народа (ОЗН) за Хрватску.
После рата, године 1948, постао је пуковник ЈА, 1952. је именован за политичког комесара корпуса, а крајем 1953. демобилисан је из ЈНА.
Од краја 1953. вршио је бројне државне и партијске функције:
- члан Извршног већа Сабора СР Хрватске,
- председник Привредног већа Сабора СР Хрватске,
- секретар Републичког секретаријата за привреду СР Хрватске,
- потпредседник Сабора СР Хрватске (1967—1974),
- члан Председништва СР Хрватске (1974—1978),
- председник Уставног суда СР Хрватске (1978—1981),
- члан Централног комитета СК Хрватске од Четвртог конгреса.

Објавио је више радова о друштвено-политичком систему Југославије.
Умро је 4. децембра 1994. године у Загребу. Сахрањен је на загребачком гробљу Мирогој.
Носилац је Партизанске споменице 1941. и више југословенских одликовања, међу којима су — Орден југословенске заставе са лентом, Орден братства и јединства са златним венцем, Орден за храброст и Орден партизанске звезде са пушкама. Орденом народног хероја одликован је 20. децембра 1951. године.